# Woke

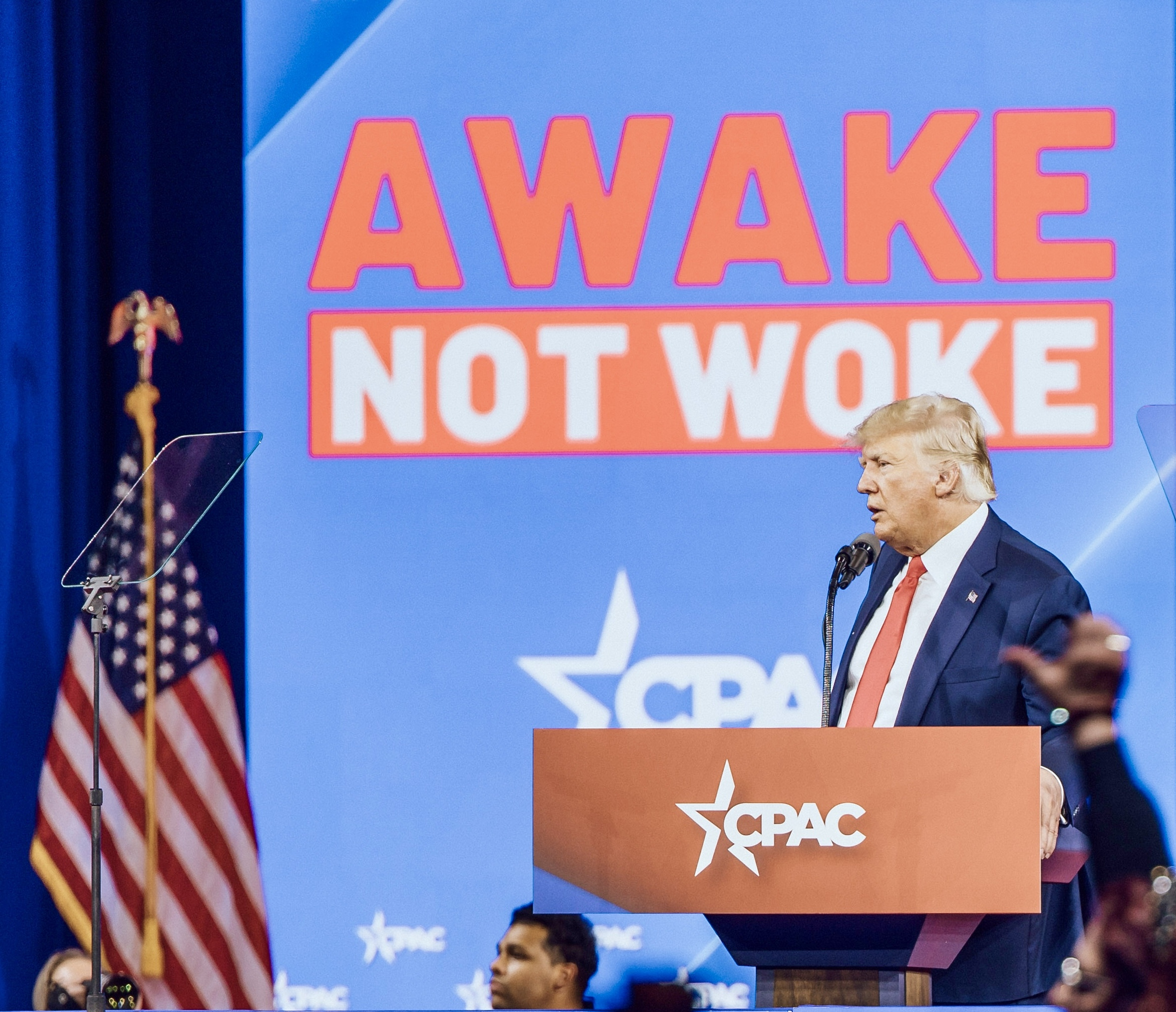
Donald Trump během Konference konzervativní politické akce (CPAC) na Floridě v únoru 2022, pod politickým heslem „Awake, Not Woke“

Woke (z anglického  woke – probuzený) jsou aktivistická hnutí, která upozorňují na nerovnosti ve  společnosti (v současnosti i minulosti).

## Etymologie
Slovo woke pochází z angličtiny. Jedná se o minulý čas nepravidelného slovesa „wake“, které znamená „probudit se nebo procitnout“.
Objevují se však i pojmy nebo fráze, kde slovo woke stojí v pozici nesklonného přídavného jména:
- woke témata
- woke otázky
- woke kapitalismus
- být woke

Tato slovní spojení vycházejí z původního sousloví „woke culture“, které je možno do češtiny přeložit jako „kultura probuzení“, nebo se překládá pouze druhá část – „woke kultura“. Pojmu „woke culture“, překládaný jako „woke kultura“ odpovídají v češtině spíše slova jako „jednání“, „chování“, „činnosti“ nebo „úroveň“.

## Historie
Spojení „stay woke“ („zůstaňte bdělí“) se původně objevilo v afroamerické komunitě. Sloužilo jako výzva k ostražitosti vůči rasovým nespravedlnostem. Slovo woke se poté rozšířilo i do dalších oblastí.

## Oblasti a témata
Woke upozorňuje na porušování práv určitých skupin obyvatelstva. Oblasti a témata na které woke upozorňuje:
- Rasismus
- Genderová nerovnost
- Sexismus
- Sociální nespravedlnost
- Omezená práva LGBTQ+ komunity
- Bílá privilegia

Používání slova woke se ale neustále vyvíjí. V širším kontextu může výraz odkazovat na jakékoliv formy diskriminace a sociální problémy.

## Rozdělení společnosti
Termín woke je velmi polarizující a vyvolává silné reakce na obou stranách politického spektra:
- Pro levicově smýšlející osoby má spíše pozitivní význam, znamená (pro ně) progresivitu a odklon od starých pořádků.[3]

- Z pohledu pravice přináší woke kultura přehnanou politickou korektnost, slovo se proto stále častěji objevuje jako urážka.[3]

V Česku se spojení „woke culture“ překládá jako „uvědomělý přístup/kultura“ s narážkou na užívání slova „uvědomělý“ za minulého režimu (např. uvědomělý svazák). Spojení je často užíváno s nádechem ironie či zlehčení.
Termín woke je taktéž spojován s protlačováním a získáváním výhod pomocí politického souboje k vlastnímu prospěchu.
Protesty hnutí bývají doprovázeny i strháváním soch významných historických osobností společnosti.
Pojem woke užívají spíše kritikové, než jeho zastánci.

## Go woke, go broke
„Go woke, go broke” (alternativně „Get woke, go broke”, volně přeloženo z angličtiny jako „Buď woke, zbankrotuješ“ případně „Staň se woke, zbankrotuješ“) je americká politická hláška užívaná pravicovými skupinami ke kritice a bojkotu firem, které veřejně podporují progresivní politiku, včetně posílení postavení žen, LGBT komunity a kritickou rasovou teorii („going woke). Tvrdí přitom, že přijetí hodnot jako diverzita, rovnost a začlenění nevyhnutelně povede k poklesu hodnoty akcií a špatnému výkonu firem („go broke“ – zbankrotovat). Názory na skutečný dopad této hlášky se různí.